# Nigdy w życiu! (film)
Nigdy w życiu! – polska komedia romantyczna z 2004 w reżyserii Ryszarda Zatorskiego, zrealizowana na podstawie powieści pod tym samym tytułem autorstwa Katarzyny Grocholi. 
Film nakręcono podczas 32 dni zdjęciowych w Warszawie i w Goławicach.

## Twórcy filmu
- Reżyseria: Ryszard Zatorski
- Scenariusz: Ilona Łepkowska
- Zdjęcia: Tomasz Dobrowolski
- Muzyka: Maciej Zieliński
- Wybór piosenek: Robert Kozyra

## Obsada
- Danuta Stenka – jako Judyta Kozłowska
- Joanna Brodzik – jako Ula, przyjaciółka Judyty
- Joanna Jabłczyńska – jako Antonina „Tosia”, córka Judyty
- Artur Żmijewski – jako Adam
- Jan Frycz – jako Tomasz Kozłowski
- Marta Lipińska – jako matka Judyty
- Krzysztof Kowalewski – jako ojciec Judyty
- Kinga Preis – jako Kinga, znajoma Judyty z pracy
- Rafał Królikowski – jako redaktor naczelny
- Cezary Kosiński – jako Krzysztof, mąż Uli
- Katarzyna Bujakiewicz – jako Dziunia
- Sławomir Orzechowski – jako Kazimierz, kochanek Dziuni
- Agnieszka Włodarczyk – jako Jola, kochanka Tomasza
- Renata Berger – jako sędzia
- Grażyna Zielińska – jako właścicielka działki
- Leszek Zduń, Piotr Nowak i Jan Pęczek – jako górale

W castingu do roli Judyty wzięło udział 30 kandydatek, m.in. Dorota Segda, Dominika Ostałowska i Agnieszka Krukówna.

## Fabuła
Judyta Kozłowska (Danuta Stenka) pracuje w popularnym piśmie kobiecym jako redaktorka działu z listami od czytelniczek. Pewnego dnia jej mąż, Tomasz Kozłowski (Jan Frycz), oznajmia żonie, że – po kilkunastu latach zgodnego pożycia – odchodzi do innej, dużo młodszej kobiety, która jest w ciąży. Judyta wraz z dorastającą, 15-letnią córką Tosią (Joanna Jabłczyńska) muszą opuścić mieszkanie, które należy do Kozłowskiego. Judyta chce wprowadzić się do rodziców, ale dowiaduje się, że oni również się rozstają. Judyta, przy wsparciu przyjaciółki, Uli (Joanna Brodzik), przeprowadza się pod Warszawę, gdzie buduje własny dom.
Poprzez pracę w czasopiśmie nawiązuje korespondencję z Leonem Zakrzewskim, który napisał do redakcji list o poradę i wsparcie jako zdradzony i porzucony mąż. Judyta parę miesięcy później urządza parapetówkę, na której pojawia się Adam (Artur Żmijewski) – pracownik działu marketingu tego samego wydawnictwa, który przychodzi na przyjęcie z koleżanką z pracy. Judyta i Adam wpadają sobie w oko, a po kilku miesiącach znajomości zamieszkują ze sobą. Między parą dochodzi do nieporozumienia – Judyta oskarża Adama o czytanie jej e-maili i zrywa z nim kontakt. Adam szykuje się do wyjazdu za granicę.
Judyta odzyskuje dostęp do poczty elektronicznej i dowiaduje się, że Adam nie był w niczym winny – e-maile, które cytował, napisał pod zmienionym nazwiskiem jako Leon Zakrzewski. Gdy Judyta dowiaduje się o tym, postanawia go zatrzymać, co udaje się jej w ostatniej chwili przed jego odlotem do Ameryki Południowej. Adam pojawia się zaalarmowany jej telefonem na moście Świętokrzyskim, gdzie zabrakło jej benzyny. Przemoczeni deszczem, lecz szczęśliwi, całują się, po czym spychają pojazd w kierunku stacji benzynowej.

## Muzyka
Muzykę do filmu skomponował Maciej Zieliński. Album, pod tym samym tytułem ukazał się w 2004 roku. Na krążku, oprócz ścieżki dźwiękowej kompozytora, znajdziemy utwory artystów takich jak Dido, Christina Aguilera czy Lisa Stansfield.

## Odbiór filmu
Film osiągnął duży sukces komercyjny – zgromadził 1,62 mln widzów w kinach. Według „Raportu o kinematografii” (2009) był jedenastym najpopularniejszym polskim filmem w latach 1989–2008. Sukces Nigdy w życiu! jest uznawany za przyczynę wzrostu popularności komedii romantycznych w polskim kinie rozrywkowym w następnych latach. Film stał się klasykiem polskiego mainstreamowego kina kobiecego.